# NGC 5005
NGC 5005 é uma galáxia espiral barrada (SBbc) localizada na direcção da constelação de Canes Venatici. Possui uma declinação de +37° 03' 31" e uma ascensão recta de 13 horas, 10 minutos e 56,1 segundos.
A galáxia NGC 5005 foi descoberta em 1 de Maio de 1785 por William Herschel.